# Durgapur (Rajshahi)
Durgapur è un sottodistretto (upazila) del Bangladesh situato nel distretto di Rajshahi, divisione di Rajshahi. Si estende su una superficie di 195,03 km² e conta una popolazione di 185.845  abitanti (censimento 2011).